# 矢田前
矢田前（やだまえ）は、青森県青森市にある地名。郵便番号は030-0936。

## 地理
青森市の東部に位置する。
現在の矢田前は、西端を青い森鉄道線に接し、中央よりやや南の部分を国道4号青森東バイパスが東西に横断している。北は原別、東は平新田、南は桑原、西は本泉と接する。
国道4号沿いには老人施設・自動車販売店や店舗などがある。北部はおおむね住宅地であるが、国道より南の南端部には水田が広がる所も多い。
小字に本泉（もといずみ）・弥生田（やしょうでん）・浅井がある。

## 歴史

### 沿革
藩政時代の村に由来する。
- 1889年（明治22年） - 原別村の大字となる。
- 1968年（昭和43年） - 地内を通る東北本線（現・青い森鉄道線）新線が開通する。
- 1974年（昭和49年） - 地内を通る国道4号青森東バイパスが開通する。
- 1986年（昭和61年） - 矢田前駅が開業する。
- 2002年（平成14年） - 字 本泉のうち、東北本線の西側が、八重田字矢作の一部とともに本泉一・二丁目となる。

### 地名の由来
藩政時代以来の地名。

## 小・中学校の学区
市立小・中学校に通う場合、学区は以下の通りとなる。
| 大字   | 番地 | 小学校             | 中学校           |
| ------ | ---- | ------------------ | ---------------- |
| 矢田前 | 全部 | 青森市立原別小学校 | 青森市立東中学校 |

## 交通

### 鉄道
- 青い森鉄道 - 矢田前駅

### バス
- 青森市営バス （造道・八重田線）本線（盲学校前経由）矢田前・盲学校前
- 同 本線（東高校前経由） 原別小学校前ほか
- 弘南バス青森営業所前
- 青森市営バス・弘南バス・十和田観光電鉄バス・下北交通 - 東跨線橋前・後萢通り

## 施設・店舗等
- イオン青森東ショッピングセンター
  - ザ・ビッグ青森東店
  - 総合家具館かさい青森店
- 弘南バス青森営業所